# Kammuna
Kammuna (arab. كمونة) – wieś w Syrii, w muhafazie Dara. W 2004 roku liczyła 737 mieszkańców.